# Мадруга, Джан
Джан Гарридо Мадруга (порт. Djan Garrido Madruga, р. 7 декабря 1958) — бразильский пловец и триатлет, призёр Олимпийских игр. Один из величайших пловцов в истории Бразилии.
Родился в 1958 году в Рио-де-Жанейро. Плаванием занялся в 6-летнем возрасте, уже в 15-летнем возрасте принял участие в составе сборной Бразилии в чемпионате Южной Америки. В 1975 году завоевал три бронзовые медали Панамериканских игр. В 1976 году принял участие в Олимпийских играх в Монреале, где занял 4-е места на дистанциях 400 и 1500 м вольным стилем. На Панамериканских играх 1979 года завоевал 3 серебряные и 3 бронзовые медали. В 1980 году на Олимпийских играх в Москве стал бронзовым призёром в эстафете 4×200 м вольным стилем; также принимал участие в соревнованиях на дистанциях 400 м и 1500 м вольным стилем, и на дистанции 400 м комплексным плаванием. В 1983 году стал обладателем двух серебряных медалей Панамериканских игр. В 1984 году принял участие в Олимпийских играх в Лос-Анджелесе, но медалей не завоевал.
По окончании спортивной карьеры был председателем Государственного комитета по спорту.